# 弗雷德·吉芬
弗雷德·吉芬（英語：Fred Giffin，1920年4月19日—1999年5月10日），澳大利亚男子举重运动员。他曾代表澳大利亚参加1950年大英帝国运动会举重比赛，获得男子75公斤级铜牌。